# Grazia Schiavo
Grazia Schiavo (Roma, 1º gennaio 1970) è un'attrice italiana.

## Biografia
Studia recitazione con Beatrice Bracco e inizia la carriera negli anni novanta recitando in teatro. Nel 2011, recita a fianco di Francesco Pannofino ed Enrico Brignano nel film Faccio un salto all'Avana e partecipa a Cose dell'altro mondo, per la regia di Francesco Patierno, che già l'aveva diretta nel film sulla vita del DJ Marco Baldini, Il mattino ha l'oro in bocca, in cui la Schiavo ha recitato questa volta a fianco di Diego Abatantuono e Valerio Mastandrea. Nel frattempo torna a teatro con Gilda di cui è protagonista diretta da Mario Moretti. Nel 2012 è nel cast di Gli equilibristi, film diretto da Ivano De Matteo ed interpretato da Valerio Mastandrea e Barbora Bobuľová. Il film è stato presentato alla 69ª Mostra internazionale d'arte cinematografica di Venezia. Nel 2014 veste i panni della russa Svetlana nel cortometraggio Ladiesroom con la regia di Max Croci accanto ad Ambra Angiolini, Lucia Ocone e Corrado Fortuna.
Nel 2015 prende parte a Poli opposti, con protagonisti Luca Argentero e Sarah Felberbaum. Nel 2016 recita nuovamente accanto a Luca Argentero nella commedia Al posto tuo diretta ancora una volta da Max Croci. Nel 2017 torna a teatro con commedia La strategia del paguro accanto a Pino Quartullo. Nel 2022 recita accanto a Riccardo Scamarcio e Vittoria Puccini in Quasi orfano.

## Filmografia

### Cinema
- Lettera da Parigi, regia di Ugo Fabrizio Giordani (1993)
- La rentrée, regia di Franco Angeli (2001)
- E adesso sesso, regia di Carlo Vanzina (2001)
- La repubblica di San Gennaro, regia di Massimo Costa (2003)
- Il mattino ha l'oro in bocca, regia di Francesco Patierno (2008)
- Faccio un salto all'Avana, regia di Dario Baldi (2011)
- Cose dell'altro mondo, regia di Francesco Patierno (2011)
- Gli equilibristi, regia di Ivano De Matteo (2012)
- Ladiesroom, cortometraggio, regia di Max Croci (2014)
- Poli opposti, regia di Max Croci (2015)
- Al posto tuo, regia di Max Croci (2016)
- Divorzio a Las Vegas, regia di Umberto Carteni (2020)
- La svolta, regia di Riccardo Antonaroli (2021)
- Quasi orfano, regia di Umberto Carteni (2022)
- Una commedia pericolosa, regia di Alessandro Pondi (2023)
- Dicono di te, regia di Umberto Carteni (2024)
- Finché notte non ci separi, regia di Riccardo Antonaroli (2024)
- Per il mio bene, regia di Mimmo Verdesca (2024)

### Televisione
- Crimini – serie TV, episodio 2x03 (2010)
- Agrodolce – soap opera, 229 episodi (2008-2009)
- L'avvocato – serie TV, episodio 4x01 (2004)
- Le ragazze di Miss Italia, regia di Dino Risi – film TV (2002)
- Carabinieri – serie TV, episodio 1x04 (2001)
- La squadra – serie TV, 1 episodio (2000)

## Programmi televisivi
- Cocktail di Scampoli (1993)
- Magazine 3 (1994)
- Follow me (1996)
- Sport Viaggi (1996)
- Call Game (2001)

## Doppiatrice
- Marie Gillain in La cena [7]